# Mosqueruela (kommunhuvudort)
Mosqueruela är en kommunhuvudort i Spanien.   Den ligger i provinsen Provincia de Teruel och regionen Aragonien, i den östra delen av landet, 280 km öster om huvudstaden Madrid. Mosqueruela ligger 1 480 meter över havet och antalet invånare är 730.
Terrängen runt Mosqueruela är kuperad. Runt Mosqueruela är det mycket glesbefolkat, med 2 invånare per kvadratkilometer. Närmaste större samhälle är Villafranca del Cid, 17,8 km öster om Mosqueruela. 